# Садиба Яготин
Садиба Яготин— відома в Російській імперії наприкінці 18 і в першій половині 19 ст. садиба, що належала родинам Розумовських та Репніних-Волконських і розташована неподалік Києва. 

## Історія
Поселення Яготин відоме з 16 століття. Але стало відомим в 60-х рр. 18 століття, коли останній гетьман України, Кирило Розумовський, придбав тут землі. У Розумовського погіршувались відносини з імператрицею Катериною II і він наказав вибудувати палац в Києві. За переказами, пихатий вельможа не бажав, аби його маєток в Києві використовували для постояльців-військових. Він наказав розібрати дерев'яний палац і возами перевезти колоди в Яготин, де наново відбудували споруду. (Відомо, що дерев'яним був і розкішний бароковий палац Розумовського в місті Глухів.) На будівництві в маєтках Кирила Розумовського в Україні працював шотландський архітектор та інженер Адам Менелас. За припущеннями, Менелас мало проєктував сам і працював за чужими або типовими проєктами. Можливо, палац в Яготині або проєкт якогось французького архітектора, або типовий проєкт, дороблений Адамом Менеласом.

## Садиба в пору розквіту

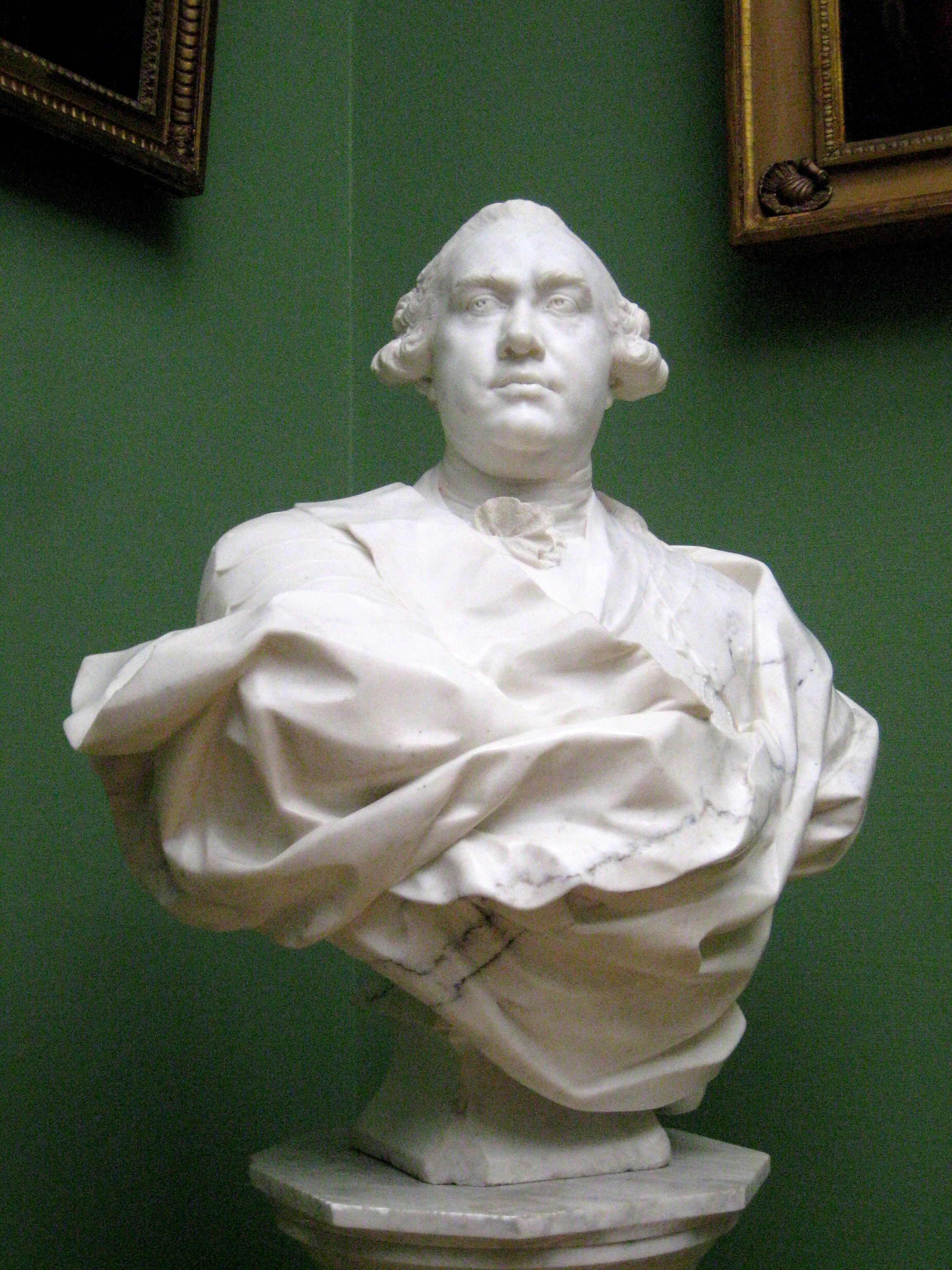
Скульптор Андре-Жан Лебрен. Граф Кирило Розумовський, мармур, Третьяковська галерея, Москва.

Розквіт садиби в Яготині прийшовся на злам 18-19 століть. Палац був оточений великим пейзажним парком, залишки якого на початок 21 століття сягають 120 гектарів. Парк облаштовував ландшафтний архітектор Пельц. Палацово-парковий ансамбль створювали дерев'яний палац вельможі і низка господарських, кам'яних споруд і гостьових будиночків. Неподалік в низовині текла річка Супій, що переходила в болото. Володар наказав селянам насипати дві греблі, що допомогло утворити ставки з двома острівцями. По смерті Кирили Розумовського володарем садиби Яготин став син Олексій Кирилович, дипломат, сенатор і декотрий час міністр народної освіти Російської імперії. Він кохався в ботаніці і зібрав в садибному парку рідкісну колекцію дерев і кущів з Європи, Америки, Азії. Багату садибу Олексій Кирилович передав доньці Варварі, з якою узяв шлюб Військовий губернатор Малороссії Микола Григорович Репнін-Волконський. Родині Репніних-Волконських садиба Яготин і належала до буремного 1917 року. Серед гостей та відвідувачів садиби в 19 столітті — Григорій Сковорода, поет Шевченко Тарас Григорович, письменник Микола Гоголь та інші. 

## Втрати в першу половину 20 ст.
Як і більшість садиб Лівобережної України, садиба зазнала спустошень і руйнувань, в 1917 році згорів дерев'яний палац. Від видовженої палацової споруди зберігся лише правий кам'яний флігель зниклого палацу, котрий значно пізніше перебудують і перетворять на Яготинську картинну галерею. В підрадянській Україні були зруйновані також садибна Троїцька церква у вигляді ротонди та незвична за формами дзвіниця і флігель, де мешкав Тарас Шевченко. В спустошеному парку збереглася лише низка колишніх гостьових будочків та кругла альтанка.

## Часткове відновлення і музеєфікація збережених споруд
В повоєнні часи збережена частина правого кам'яного флігеля пристосована для картинної галереї з творами місцевих та радянських художників. Відтворили наново і флігель, де мешкав Тарас Шевченко ( де створено його музей). На початку 21 століття розпочаті роботи по відбудові Троїцької церкви у вигляді ротонди.

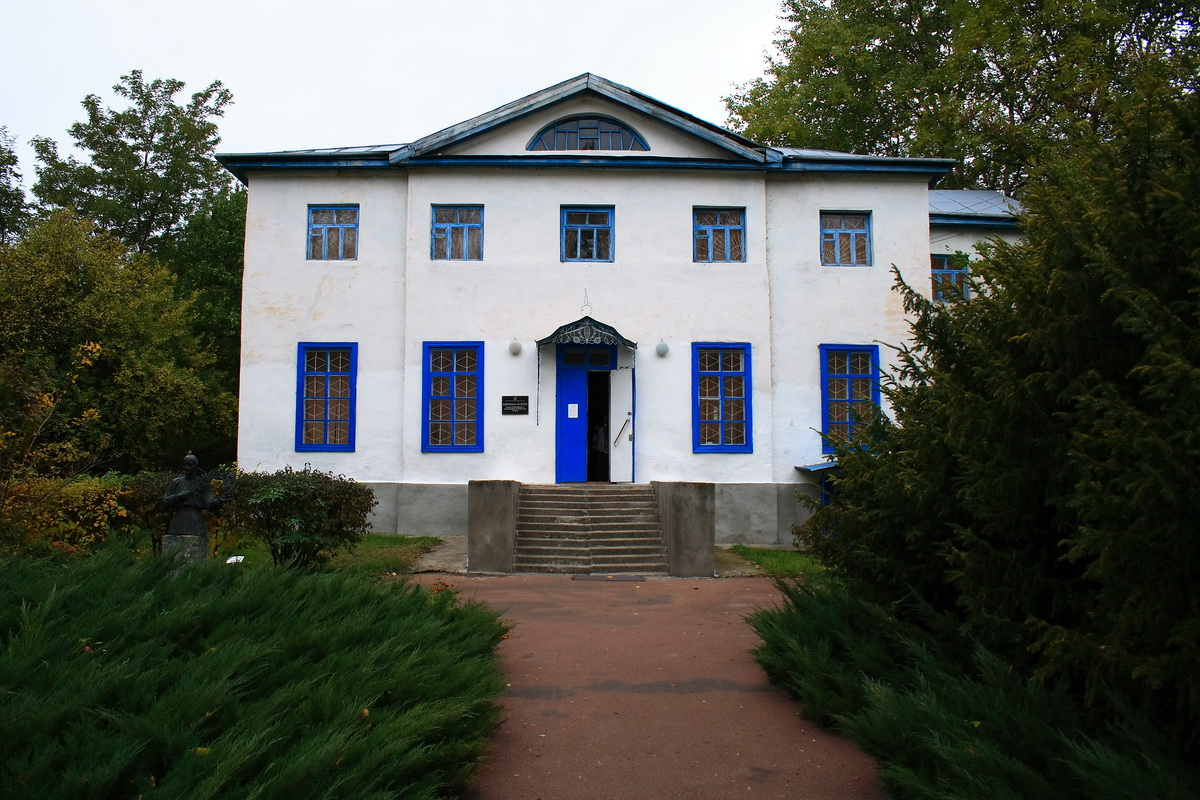
Яготин.Збережений флігель колишнього палацу
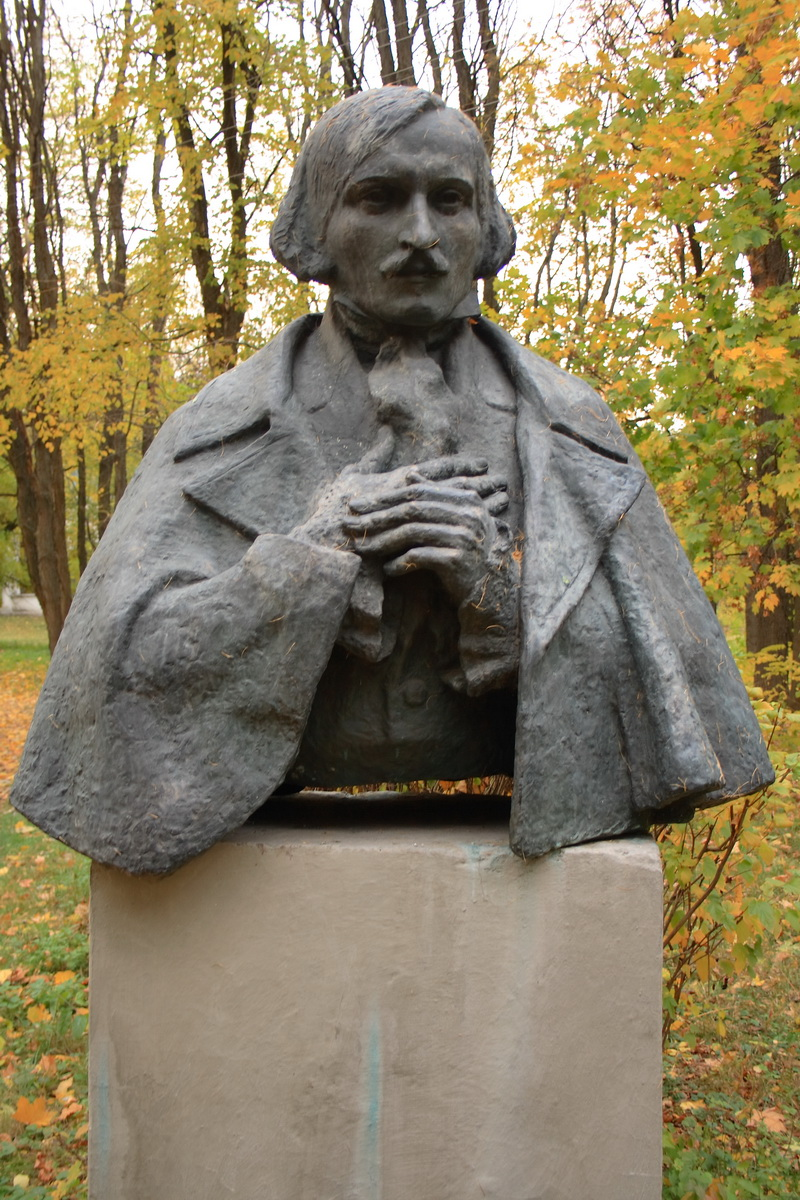
Погруддя Миколи Гоголя в парку Яготина.
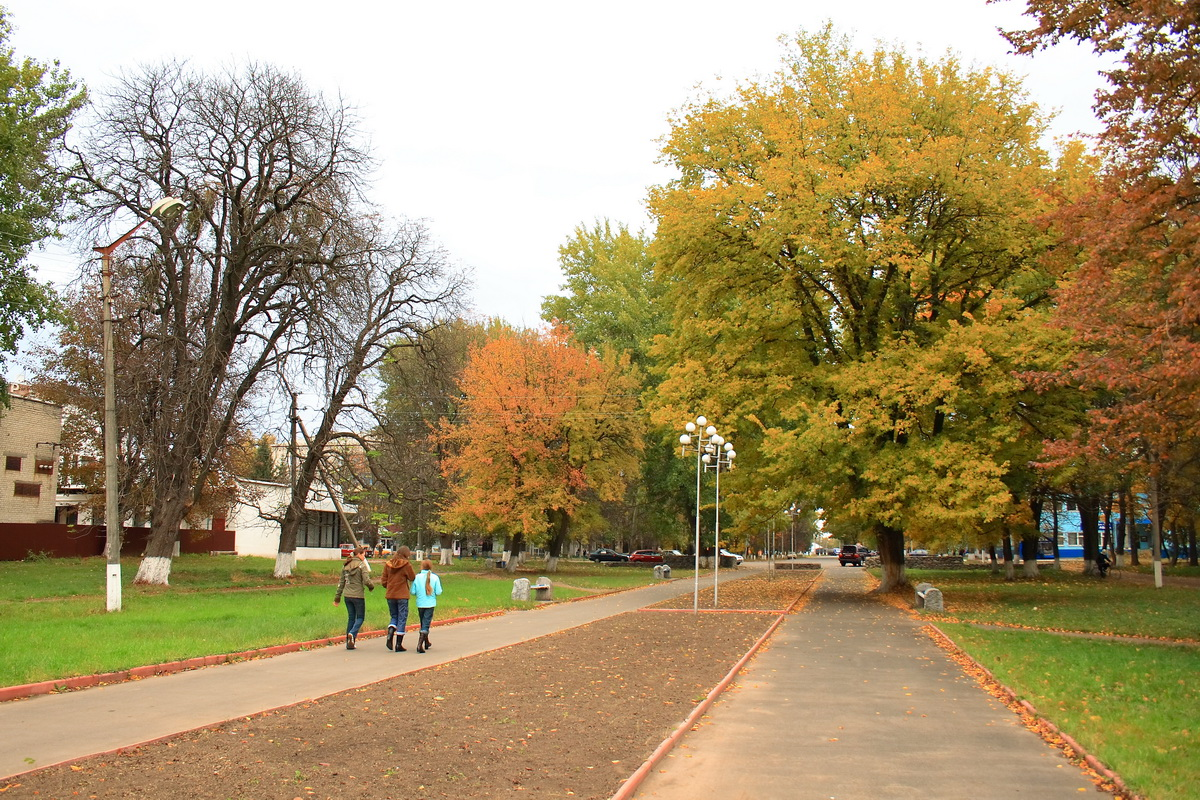
Яготин. Алея Каштанів
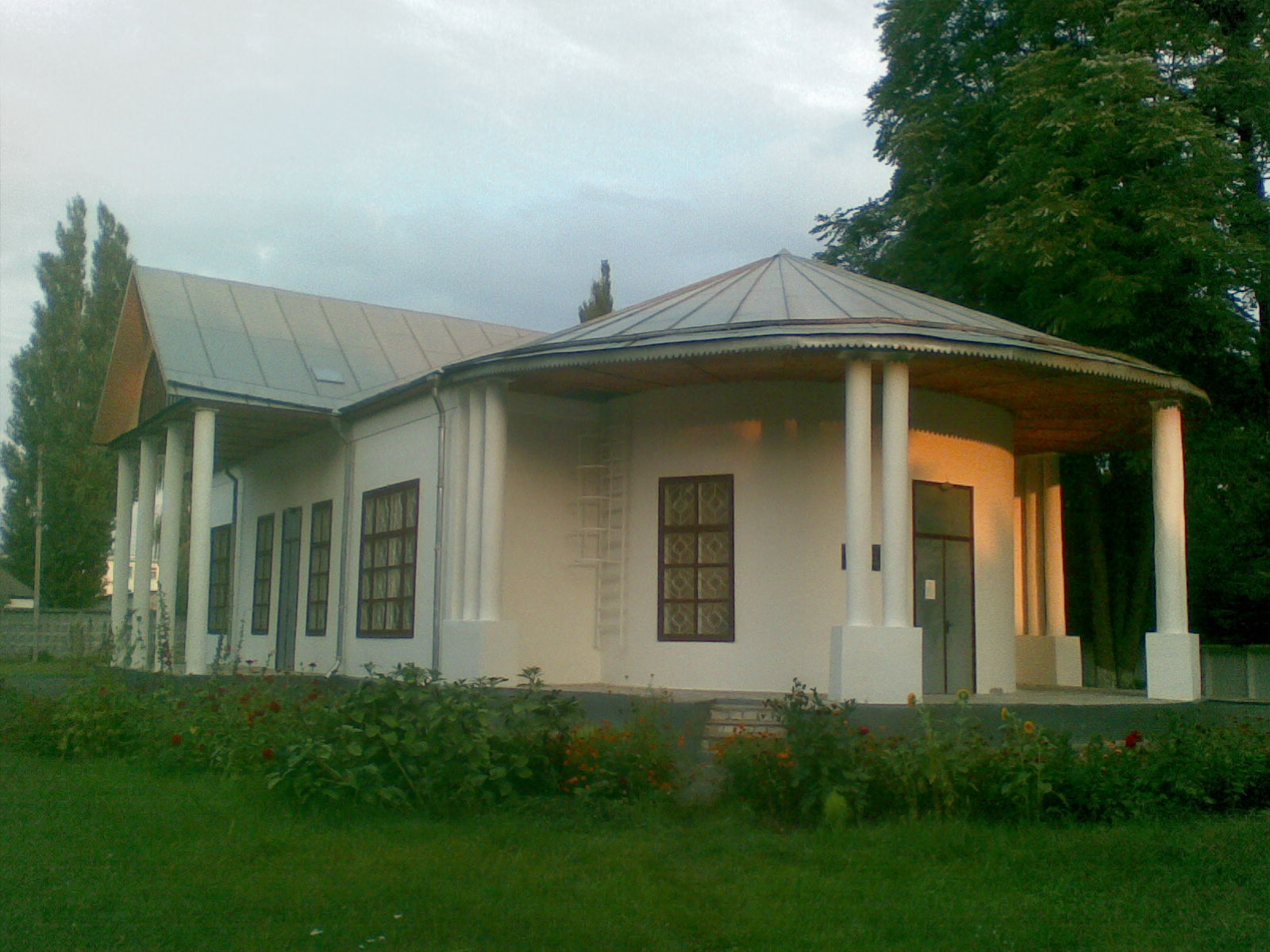
Флігель Тараса Шевченка у Яготині. Фасад.

## Нотна бібліотека садиби Яготин

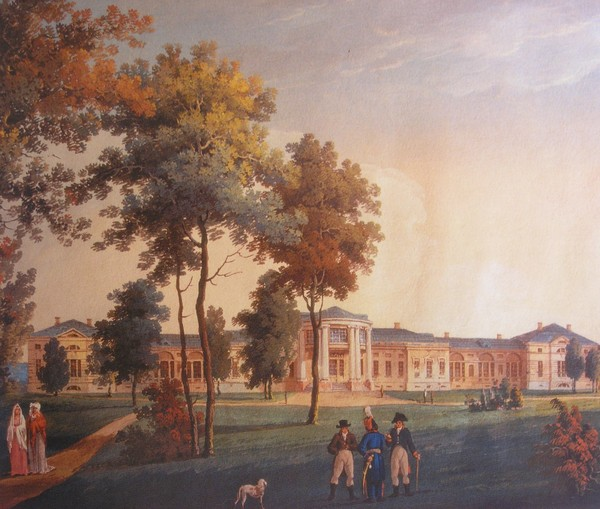
Акварель невідомого художника 19 ст. Палац К. Розумовського, Яготин.

Нотна бібліотека садиби Яготин — стала унікальним явищем на землях Лівобережної Україні як втілення важливих досягнень та нездійсненності багатьох обіцянок доби просвітництва. Мистецька вартість музичної бібліотеки із садиби Яготин набуває надзвичайної значущості і через знищення садиб на землях Лівобережної Україні, і через розпорошення садибних колекцій, якщо ті були збережені, і через вивіз великих бібліотек в російські центри, як були вивезені приватні бібліотеки з садиб України Старий Мерчик чи Воронцовського палацу в Криму — до Москви.
На тлі масового розпорошення приватних бібліотек за часів СРСР, неконтрольованого продажу видань за кордоном радянською фірмою « Міжнародна книга », котра десятиліттями розпродавала бібліотеки державні, церковні чи монастирські, приватні, царські і садибні, музичній бібліотеці із садиби Яготин майже «пощастило». Неповну, недосліджену, практично покинуту в садибі, її встигли вивезти 1918 року в Київ і призабули майже на 80 років.
Спробу дослідити яготинське нотне зібрання зробила кандидат мистецтвознавства Лариса Івченко, завідувач відділу формування музичних фондів НБУ імені В.І. Вернадського. Музичні бібліотеки рідкісні навіть в Західній Європі, котра століттями мала декілька відомих музичних центрів в Флоренції, Римі, Парижі, Болоньї, Відні, Мадриді, Лондоні, Гамбурзі, Венеції. На теренах України яготинська музична бібліотека — принаймні єдина збережена, що сформована ще наприкінці 18 століття і в неповному стані дійшла до 21 століття. Унікальними є не тільки самі ноти, які в ті часи виробляли трудоміським засобом гравіювання, а і твори та імена популярних тоді композиторів. Серед них перші або прижиттєві музичні твори — Арканджело Кореллі, Джузеппе Тартіні, Йозефа Гайдна, Франческо Марлаккі, Моцарта, синів Йогана Себастьяна Баха. В збірці знайдені також рідкісні авторські рукописи опер італійського композитора Дженнаро Астаріта «Безлюдний острів» та «Бакалійник». Остання опера була створена на лібрето Княжніна за замовою самого Олексія Розумовського. В яготинській нотній бібліотеці знайдені також рукописні копії творів прусського короля Фрідріха II, аматора-виконавця і прихильника гри на флейті.
Уявному відтворенню складу бібліотеки сприяють і випадково збережені каталоги яготинського нотного зібрання, не інвентарний перелік, а саме каталоги. Це вісім солідних книг у шкіряних обкладинках, що мають суперекслібрис із графською короною та ініціалами латиною - ACR. Кожна з книг подає опис окремого музичного жанру зібрання — сонати, дуета, симфонії, тріо, секстетів, квінтетів, квартетів. Загальна кількість одиниць збереження досягає 1700, але є приєднані матеріали 19 ст., які, ймовірно, додали представники родини Репніних-Волконських. На відміну від надто коштовних книг і нотних видань, рукописні копії нот тоді були значно дешевші. Такі копії теж представлені у яготинській музичній бібліотеці. 

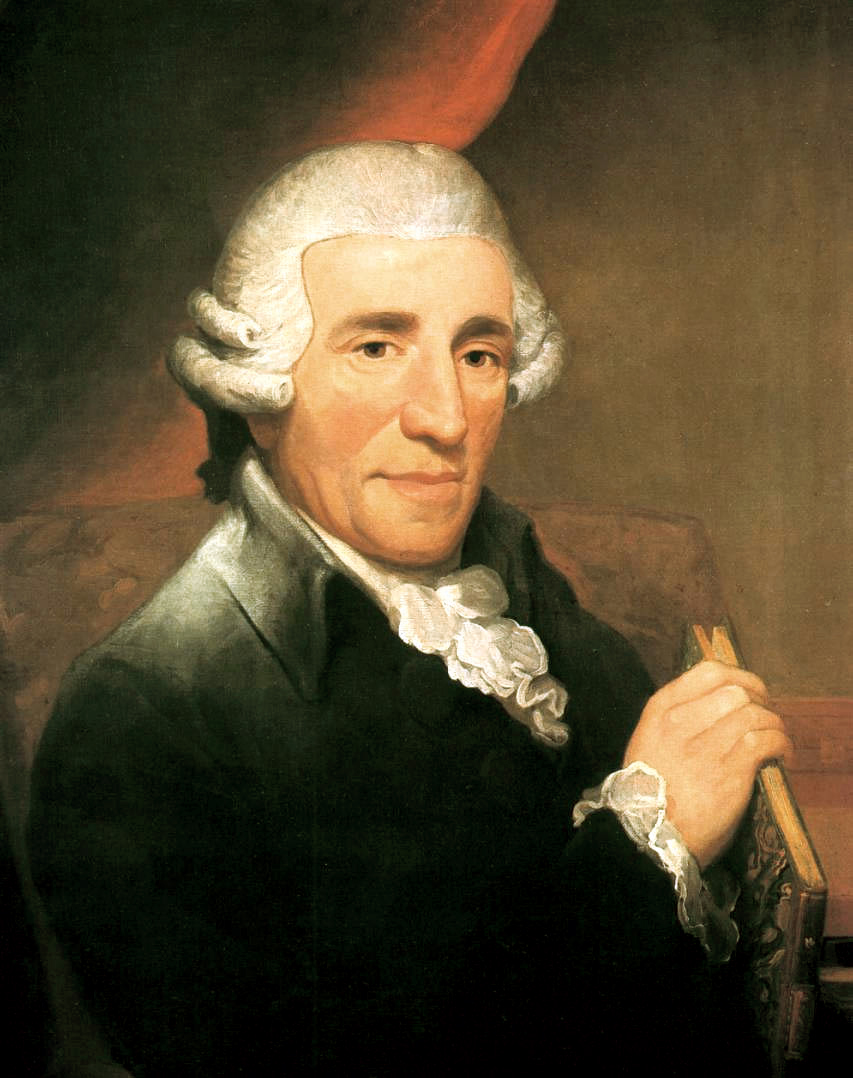
Йозеф Гайдн, портрет 1792 року
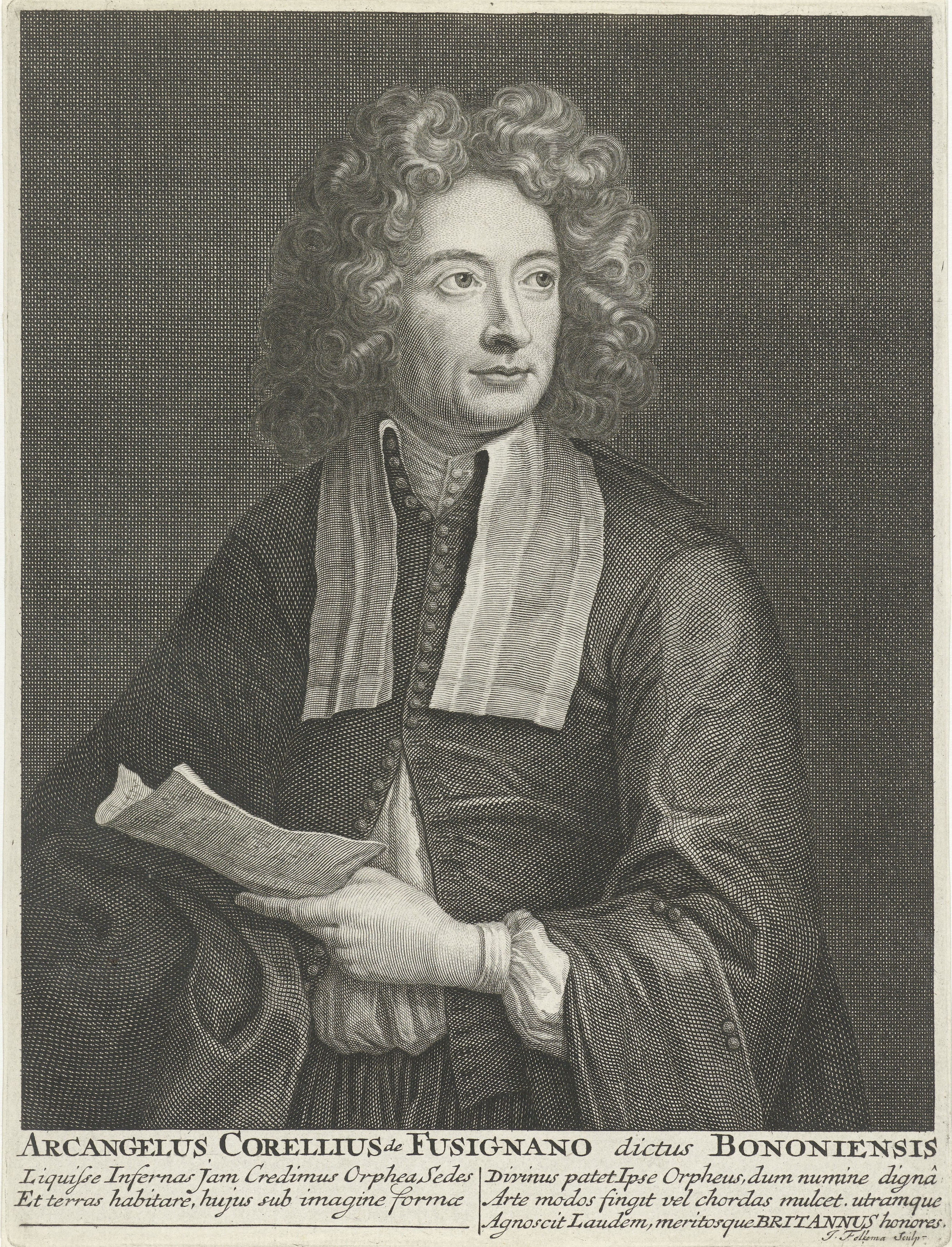
Арканджело Кореллі
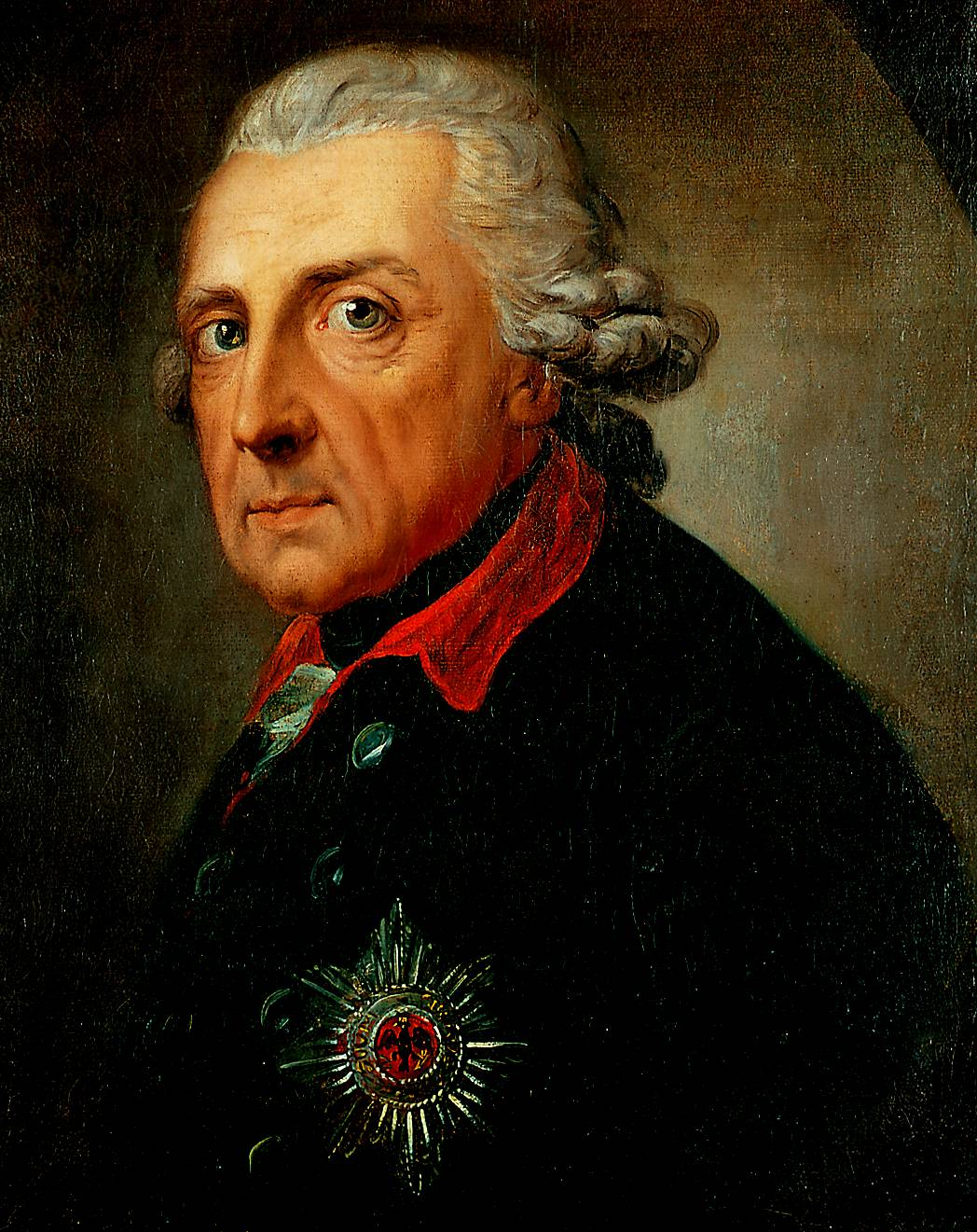
Фрідріх II (король Пруссії)
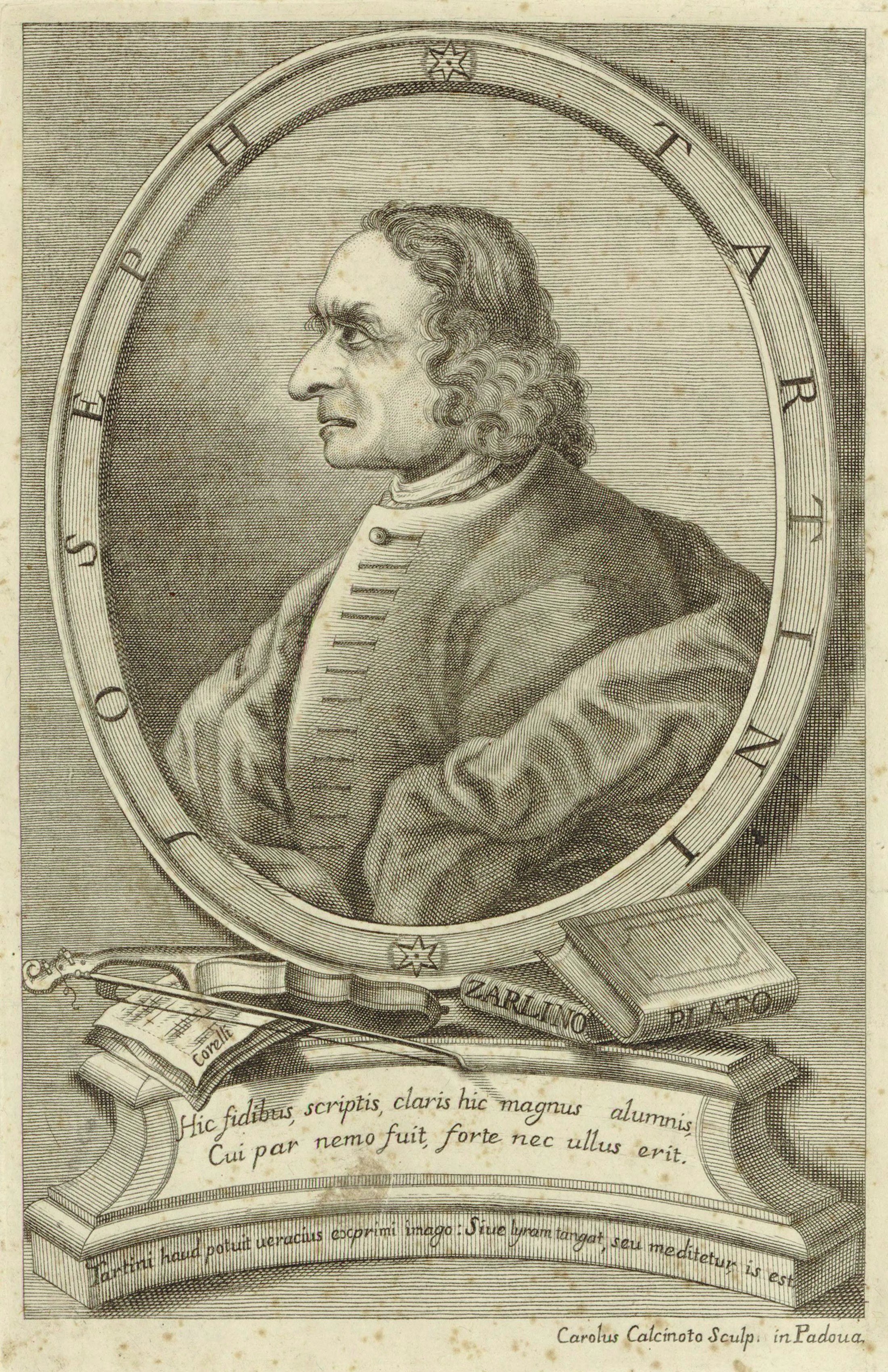
Джузеппе Тартіні (помер 1770 р.)